# Neuromielitis óptica
La enfermedad de Devic o neuromielitis óptica (NMO), (Neuromyelitis optica spectrum disorders (NMOSD), previamente conocida cómo Devic's syndromees, en inglés) es una enfermedad heterogénea que consiste en la inflamación secuencial y recurrente del nervio óptico y la médula espinal.
Desde el descubrimiento del anticuerpo anti-AQP4, se consideran dos variantes principales. La primera variante AQP4-positivo, sería una enfermedad autoinmune en la que el propio sistema inmunitario de una persona ataca los astrocitos de las neuronas del nervio óptico y de la médula espinal. Esto produce la inflamación simultánea de ambos. La segunda variante, AQP4-negativo, se considera actualmente idiopática.
Normalmente causa ceguera. A veces permanente. También causa debilidad o parálisis en piernas y brazos, perdida de sensibilidad y problemas en la vejiga, derivados del daño a la médula espinal. Es una enfermedad que se parece a la esclerosis múltiple clásica en muchas cosas, pero requiere un tratamiento específico.

## Descubrimiento
En 1870, Sir Thomas Clifford Allbutt fue el primero en informar de una asociación entre una inflamación de la médula y del nervio óptico. En 1894, Eugène Devic y un estudiante suyo describieron 16 pacientes que habían perdido la vista en un ojo o en ambos, que en unas semanas desarrollaron debilidad en los muslos, perdida de sensibilidad y a menudo problemas de vejiga. Reconocieron estos síntomas como consecuencia de la inflamación del nervio óptico y de la médula espinal respectivamente.
Muchos pensaban que este tipo de enfermedad era una entidad clínica distinta. Sin embargo, algunas personas (especialmente japoneses) tenían lesiones del mismo tipo también en el cerebro, lo que apuntaba a encefalomielitis diseminada aguda (ADEM), o esclerosis múltiple (MS).
Finalmente, en el año 2004, un equipo de la Clínica Mayo identificó el objetivo de los ataques autoinmunes como la proteína aquaporina 4 y desarrollaron el test de anticuerpos NMO-IgG. Según el informe de la Clínica Mayo, esta es la primera vez que el objetivo molecular ha sido identificado en un tipo de esclerosis múltiple.

## Bases moleculares
La mayoría de los pacientes con neuromielitis óptica (60-90 %) presentan autoanticuerpos dirigidos contra AQP4. El canal AQP4 es de naturaleza proteica y está principalmente localizado en la propia barrera hematoencefálica, pía, subpía, espacios de Virchow-Robin y microvasculatura de la sustancia blanca y gris del cerebelo, mesencéfalo y médula espinal, coincidiendo con los principales puntos de lesión observados en la NMO. Además, los autoanticuerpos anti-AQP4 se pueden observar en otras enfermedades autoinmunes, como tiroiditis, lupus o síndrome de Sjögren en el 10-40 % aun sin afección neurológica. Por ello, la NMO se ha abordado recientemente con el modelo etiopatogénico clásico de autoinmunidad, en el que un trastorno inicialmente leve y policlonal de células B lleva, en un individuo genéticamente susceptible, a la formación de autoanticuerpos que, al no ser suprimidos naturalmente, conduce de forma progresiva a lesión autoinmune e inflamatoria de tejidos a los que se dirigen tales autoanticuerpos, causando así disfunción y enfermedad definida clínicamente.
Las acuaporinas (AQP) son proteínas transmembrana con amplia representación en todo el organismo. Se conocen 13 tipos de AQP. La AQP4 se halla en máximas concentraciones en el SNC (donde se ha determinado su presencia en la corteza cerebral y cerebelosa, en porción posterior del nervio óptico y en las células de Müller de la retina; en el epéndimo, hipocampo y médula espinal), y en concentraciones similares en la médula renal. Asimismo, diversos estudios demostraron su presencia en otros tejidos de la economía. En el SNC, la AQP4 se expresa en los astrocitos (principalmente en los procesos astrocíticos en contacto con los vasos sanguíneos) e interviene en la regulación del flujo transmembrana de agua.

### Causas de la presencia de autoanticuerpos
Los autoanticuerpos generados son de tipo IgG y se unen a epítopos de la zona extracelular de la AQP-4. Se desconoce una causa única de NMO para la generación de autoanticuerpos. Se ha abordado recientemente con el modelo etiopatogénico clásico de autoinmunidad, en el que un trastorno inicialmente leve y policlonal de células B lleva, en un individuo genéticamente susceptible, a la formación de autoanticuerpos que, al no ser suprimidos naturalmente, conduce de forma progresiva a lesión autoinmune e inflamatoria de tejidos a los que se dirigen tales autoanticuerpos, causando así disfunción y enfermedad definida clínicamente. Además, Existe una mayor afinidad del autoanticuerpos por el serotipo M23 frente al M1.

### Consecuencias de la presencia de autoanticuerpos
La presencia de IgG (generalmente IgG1) frente a AQP4 es un marcador de la enfermedad. Sin embargo, la unión per se del anticuerpo a la AQP4 no inhibe la permeabilidad del canal al paso de agua. Los edemas que se hayan podido observar en los casos se deben al propio de la alteración de la BHE junto con los procesos inflamatorios desarrollados. La unión a la AQP4 produce ADCC y activación del complemento, ya que los anticuerpos son de tipo IgG. Al producirse la unión a su antígeno, se dan los siguientes efectos: disfunción de la AQP4, internalización de la AQP4, activación del complemento, y activación de células efectoras (principalmente linfocitos natural killers). Parece ser que las células principalmente activadas en el citotoxicidad celular dependiente de anticuerpos son los NK. No obstante, de estos dos mecanismos, la activación del complemento se ha identificado como la causa desencadenante principal de la posterior respuesta y daño inflamatorio en el sistema nervioso. Por otra parte, la activación del complemento viene determinada por la activación de C1q por parte de la fracción Fc de la IgG.
Varios estudios in vivo han demostrado que la destrucción de AQP4 no se debe a la internalización in vivo del canal por los astrocitos. No obstante, se ha visto que el serotipo de M1-AQP4 se internaliza más frecuentemente tras la unión al autoanticuerpo frente al M23, y no se internaliza (o lo hace en menor medida) como consecuencia de la unión.
Si a esto se le une el hecho de una mayor afinidad del anticuerpo por el M23, se podría deducir que el serotipo de M23 puede ser un factor de susceptibilidad, ya que hace que se una más fácilmente el anticuerpo, así como impide la eliminación del anticuerpo desde la membrana a través de la internalización del canal acoplado a dicho anticuerpo.
Además, los astrocitos tienen capacidad de limpiar “desechos” y otros componentes del medio extracelular. Sin embargo, la unión del autoanticuerpo al canal no induce una señal de sustitución o eliminación del canal sobre la célula. Asimismo, los mecanismos de activación del complemento como citotoxicidad celular dependiente de anticuerpos (ADCC), hacen que los astrocitos sean destruidos o dañados, y con ellos la barrera hematoencefálica.

### Infiltración celular
La activación del complemento produce un proceso inflamatorio protagonizado por el reclutamiento de células inflamatorias, granulocitos especialmente los neutrófilos, eosinófilos y activación de macrófagos, cuya degranulación induce la muerte astrocitaria. Esto provoca lesión de los oligodendrocitos con el consiguiente daño axonal y, por fenómenos de degeneración retrógrada, la muerte neuronal. La infiltración es en su práctica totalidad formada por células de la inmunidad innata, mientras que LB y LT actúan desde la periferia. El paso final de la cascada es la infiltración de macrófagos.
El previo daño y muerte de astrocitos debido a ADCC o CDC facilita el infiltrado celular y agrava las consecuencias del mismo debido una mayor exposición de epítopos “desconocidos”. Las neuronas y los oligodendrocitos son dañados de manera secundaria, debido a la acción de estas células inflamatorias, principalmente por la degranulación de neutrófilos.
Los LT no forman parte del infiltrado celular. No obstante, actúan rompiendo la tolerancia, en la producción de autoanticuerpos y la activación de macrófagos; todo esto desde la periferia. Los LT que más se han encontrado asociados a la enfermedad son los de tipo CD4+ ya sean TH1 o TH17. Por ello, se induce un aumento en la activación de macrófagos mediante INF-ɣ y aumento de la IL-17, lo que aumenta la acción de los neutrófilos en la zona.
Hay dos epitopos de la AQP-4 (p137–151, p222–236) conocidos como proteína 3 y 9 para los cuales se han encontrado LT específicos en un 60 % aproximadamente de los casos. También hay un incremento de LT (foliculares) de memoria y de IL-21. Esto dificulta que se disminuya o desaparezca la enfermedad al igual que ocurre en otro tipo de enfermedades autoinmunes en las que solo se puede paliar las consecuencias porque es difícil luchar contra la memoria del sistema inmune.
Toda esta secuencia inflamatoria aumenta la permeabilidad de la barrera hematoencefálica (BHE), facilitando el paso de anticuerpos anti-AQP4 y profundizando el proceso inflamatorio.

## Inmunología
La pronunciada reactividad de inmunoglobulinas, acompañada de activación del complemento, sugiere que el espacio perivascular es el sitio primario de daño en la neuromielitis óptica, debido a un anticuerpo contra antígenos vasculares.
Se cree que un conjunto de antígenos liberados en el sistema nervioso central durante el curso del proceso destructivo puede alcanzar el espacio perivascular y ser reconocido por anticuerpos derivados de la circulación.
Finalmente, ocurre una reacción inflamatoria inespecífica iniciada por el depósito de complejos inmunes circulantes. De esta forma, se activa la vía clásica del complemento y dirige a macrófagos a los sitios perivasculares donde se unen, ya sea por vía del receptor de complemento o inmunoglobulina/receptor de Fc. Macrófagos activados, junto con eosinófilos y neutrófilos generan citoquinas, proteasas y radicales libres, que contribuyen al daño vascular y del parénquima, dando como resultado un daño no selectivo de la sustancia gris o blanca, incluyendo tanto axones como oligodendrocitos.
El aumento de la permeabilidad vascular y el edema consecuente pueden contribuir al daño del parénquima por isquemia, y pueden ser la causa de la típica lesión central en placas de la neuromielitis óptica dentro de la médula. Antígenos liberados durante el proceso destructivo pueden amplificar la respuesta inmune. La vía del complemento se activa inespecíficamente por la necrosis.
Dentro del sistema nervioso central inflamado, los linfocitos, astrocitos, macrófago y microglías representan las principales fuentes de producción de citoquinas. Las células TH1 producen grandes cantidades de IFN-γ y TNF-γ, y las células TH2 producen en mayor medida IL-4, IL-10 e IL-13. En la neuromielitis óptica existe un desequilibrio TH1/TH2, predominando una respuesta celular TH2, como se ha demostrado en un gran número de estudios.

## Diagnóstico
Las nuevas reglas de la Clínica Mayo requieren los dos criterios absolutos más al menos dos de los de apoyo, siendo estos:

### Criterios absolutos
1. Neuritis óptica
2. Mielitis, o inflamación de la médula espinal

### Criterios de apoyo
1. MRI negativa del cerebro al comienzo de la enfermedad
2. MRI de la médula con lesiones T2 contiguas en 3 o más segmentos vertebrales
3. Seropositividad ante el test NMO-IgG, que comprueba la existencia de anticuerpos contra la Acuaporina-4

## Tipos de NMO
hay varias formas posibles de NMO:
- Standard neuromyelitis óptica (definición 2006)
- Formas características de NMO: Idiopática (simple o recurrente evento de lesiones MRI de la médula espinal con 3 o más segmentos afectados), y Bilateral (recurrente o simultánea neuritis óptica)
- EM óptico-espinal asiática. Hay informes de que personas orientales NMO puede afectar el cerebro y actuar como EM
- Mielitis longitudinal extensiva, neuritis óptica asociada con enfermedad autoinmune.
- neuritis óptica, o mielitis asociada con lesiones específicas de partes del cerebro (hipotálamo, núcleo periventricular, tronco del encéfalo)

Si NMO es una enfermedad separada o parte del amplio espectro de esclerosis múltiple se ha debatido. NMO se diferencia en que normalmente tiene secuelas más severas tras un ataque que EM, la cual presenta muy infrecuentemente mielitis transversal o bandas oligoclonales en el LCR o lesiones en el MRI del cerebro. Estas últimas son infrecuentes en NMO, pero ocurren en el 90 % de los pacientes de EM.
La NMO ha sido asociada con varias otras enfermedades: Vasculares, síndromes de autoanticuerpos, infecciones, virus (varicela, Epstein-Barr virus, VIH) y exposición a Clioquinol y tratamientos para la tuberculosis. A veces se la considera un síndrome en vez de una enfermedad.
Se ha propuesto la distinción entre NMO y otras variantes de la EM, pero no se encontró un indicador seguro hasta el descubrimiento de los anticuerpos NMO tipo IgG (NMO-IgG) en el 2004. Actualmente este es el indicador más fiable (91 % de especificidad), aunque solo presente una sensibilidad en torno al 70 % (30 % de falsos negativos). Por otra parte la presencia de bandas oligoclonales en LCR ayuda a distinguir la NMO de la EM: solo entre un 15-35 % de los pacientes con NMO presentan bandas oligoclonales en LCR, frente al 85 % de los pacientes con EM.

## Síntomas
Cerca de un tercio de los casos tienen síntomas preliminares, como fiebre, mialgia o dolor de cabeza. mareos repentinos, insomio... El paciente típico tiene una aguda y severa espasticidad, debilidad muscular en las piernas, parestesias en las piernas o en los cuatro miembros con signos sensoriales, acompañados de problemas de control de vejiga.
La manifestación distintiva de la entidad es la ocurrencia, ya sea consecutiva o simultánea, de neuritis óptica (unilateral o bilateral), aunque son más comúnmente unilaterales y usualmente preceden a la mielitis. El intervalo entre la presentación de la mielitis y la neuritis óptica puede ser de años a décadas.
El dolor ocular con pérdida de la visión y mielitis con paraplejia o paraparesia, pérdida de la sensibilidad por debajo de la lesión y disfunción vesical son las típicas manifestaciones de la neuromielitis óptica.
Cuando la mielitis cervical se extiende hacia el encéfalo, puede originar fallo respiratorio agudo neurogénico, lo cual rara vez se presenta en la esclerosis múltiple (sería una característica diferencial).
Otras manifestaciones comunes de desmielinización de la médula espinal que se han visto tanto en neuromielitis óptica como en esclerosis múltiple incluyen los espasmos tónicos paroxísticos de las extremidades y tronco, que suelen ser recurrentes y dolorosos.
La enfermedad se desarrolla en un periodo de uno a catorce días. La posibilidad de compresión de la médula espinal puede ser descartada por resonancia magnética.
La debilidad es precedida o sucedida por una neuropatía óptica aguda, uni o bilateral, con disminución de la agudeza visual, de la visión cromática y con manchas difusas u opacas o pérdida de visión. El daño esta normalmente limitado a la médula espinal y al nervio óptico. Normalmente hay mejoría en alguna medida en unas cuantas semanas, pero pueden persistir daños residuales, a veces graves.
La enfermedad puede presentarse como un episodio aislado o recurrente, con ataques y remisiones. En el 80 % de los casos, el ataque a la médula o al nervio óptico ocurre en un plazo de tres meses respecto del otro.
A diferencia de la Esclerosis múltiple, la enfermedad no entra normalmente en fase secundaria progresiva (declive neurológico en ausencia de ataques). En su lugar, las secuelas aparecen siempre durante ataques.

## Tratamiento
Actualmente no hay cura para la enfermedad, pero los síntomas pueden ser tratados.
Los ataques se tratan con:
- cortas sesiones de altas dosis de esteroides intravenosos (methiprednisolona IV, 1000 mg/d (o equivalente) durante 5 días o más)
- Plasmaféresis para ataques que no responden a los corticosteroides
- inmunoglobulinas

Todas las recomendaciones terapéuticas en la neuromielitis óptica representan experiencias anecdóticas de una pequeña serie de casos no controlados. La terapia se centra en el tratamiento de los ataques agudos, la prevención médica de las complicaciones y la rehabilitación.
La mayoría de los pacientes que presentan neuromielitis óptica con exacerbaciones reciben tratamiento corticosteroide intravenoso. La plasmaféresis ha sido reportada como efectiva en el manejo de las crisis agudas, con o sin trastornos del tejido conectivo asociado. Esta intervención reduce el número de auto-anticuerpos circulantes y complejos inmunes, lo cual puede explicar su efectividad en algunos pacientes con esta enfermedad. Por otra parte, también ha sido usada la inmunoglobulina intravenosa.
Los ataques agudos de la médula cervical pueden causar paro respiratorio, por lo que los pacientes con alto riesgo para esta complicación requieren de la hospitalización en una Unidad de Cuidados Intensivos. La terapia preventiva se requiere en pacientes con enfermedad recidivante.

### Prevención de ataques
No hay ninguna terapia preventiva cuya eficacia haya sido demostrada por ensayos clínicos controlados. La mayor parte de los investigadores opina que una inmunosupresión es necesaria en NMO definitiva. También se recomienda para pacientes seropositivos al test NMO-IgG con un simple episodio de mielitis transversal por el alto riesgo de un nuevo ataque.
Las terapias inmunomoduladoras o inmunosupresivas usadas actualmente son:
1. Azatioprina (Imuran) (2.5-3.0 mg/kg/d) plus prednisone (~1 mg/kg/d a administrar tras el efecto de la azatioprina)
2. Micofenolato mofetilo 1000 mg BID más prednisone.
3. Rituximab (anti-CD20 anticuerpo monoclonal químico)
4. Mitoxantrone
5. Inmunoglobulina intravenosa (IVIG)
6. Ciclofosfamida

La eficacia relativa o absoluta de estas terapias no ha sido establecida, aunque se han visto resultados prometedores en un ensayo completo y en otro actualmente en curso de Rituximab.

### Restauración de la tolerancia
El objetivo de la restauración de la tolerancia es resetear el sistema inmune y recuperar la tolerancia central y periférica a la vez que se superan las manifestaciones clínicas de las enfermedades autoinmunes. Se encuentran numerosas dificultades, como la heterogeneidad de la enfermedad, la dinámica de la inmunidad adaptativa y la respuesta inflamatoria que se da durante la enfermedad. Consiste en atenuar las respuestas inflamatorias o potenciar las reguladoras. Esta restauración de la tolerancia puede llevarse a cabo mediante los métodos que se describen a continuación (algunos de ellos aún en vías de experimentación).

#### Vacunas inversas de ADN
Consisten en plásmidos de DNA en los que se introduce la proteína que es patogénica y se sustituyen los motivos antigénicos por otros que no generan respuesta inmune. Se inyectan los plásmidos al paciente y se induce la tolerancia. Se ha probado con la insulina, metiendo un plásmido con pro-insulina en la que se han sustituido los motivos CpG que activan TLRs por otros que regulan la respuesta inmune, y se ha conseguido reducir el número de LTCD8 específicos contra células B.

#### Vacunas anti linfocitos T autorreactivos
Se trata de aislar linfocitos T autorreactivos de la sangre del paciente y usarlos atenuados como vacuna para que se generen linfocitos T reguladores, LTCD8 y LTCD4 secretores de IL-10 específicos contra los linfocitos T autorreactivos. Se atenúan por irradiación.

#### Vacunas de células dendríticas
Se trata de obtener células dendríticas a partir de monocitos sanguíneos y modificarlas, de forma que mantengan fenotipos tolerogénicos, es decir, que sean células dendríticas que promuevan el desarrollo de células reguladoras como linfocitos T reguladores y células B productoras de IL-10. Se ha probado ya en diabetes tipo 1 y ha demostrado ser efectivo y seguro. Se puede cargar a la célula dendrítica con el péptido deseado y luego dejar que dicha célula dendrítica vaya al ganglio y lo presente, induciendo tolerancia.

#### Modificación del TCR
Crear T-CARs contra AQP4, pero cuyos motivos intracitoplasmáticos lleven a la diferenciación hacia Treg. Otra estrategia es obtener TCRs solubles que vayan contra la AQP4 y que estén unidos a IL10 de forma que reconozcan la molécula e induzcan la regulación de la RI en el sitio.

#### Potenciación de la función de los linfocitos T reguladores
Se pueden conseguir linfocitos T del paciente e inducirlos para que reconozcan AQP4 en presencia de las citoquinas adecuadas. Así, se puede lograr que se diferencien a linfocitos T reguladores, para luego multiplicarlos in vitro y volverlos a introducir.

#### Potenciación de la función reguladora de los linfocitos B
Los linfocitos B reguladores secretan citoquinas reguladoras como IL-10 y TGF-B, así como el desarrollo de macrófagos M2.
Estrategias para modular la acción de los linfocitos B pueden ser, por ejemplo, el desarrollo de anticuerpos biespecíficos contra BCR dirigido a AQP4 y una proteína de superficie promotora de la apoptosis. Esto impediría la formación de más anticuerpos anti AQP4. También se puede optar por introducir en el paciente células B reguladoras productoras de TGF-B o de IL-10.

#### Inducción de tolerancia vía oral
El tejido linfoide asociado al intestino es el órgano inmune más grande e induce tolerancia natural a proteínas ingeridas, con lo que se ha pensado que la tolerancia oral puede ser un mecanismo para inducir tolerancia de una forma antígeno-específica.
Se ha probado en animales a administrar de forma oral el autoantígeno y se ha conseguido mitigar la respuesta por células T en modelos de animales diabéticos no obesos. Incluso en el caso de enfermedades neurológicas mediadas por anticuerpos, como es la miastenia gravis, se ha conseguido en modelos animales atenuar la enfermedad mediante la administración oral del receptor de acetilcolina.
En el caso de la neuromielitis óptica, se trataría de dar AQP4 o péptidos de esta proteína en la alimentación, y luego evaluar la respuesta con ensayos de proliferación celular y producción de anticuerpos.

#### Anticuerpos anti-idiotipo
Anticuerpos contra la región Fab de los anticuerpos patogénicos. Se ha demostrado eficacia en miastenia gravis, diabetes tipo I y síndrome de lupus neonatal.

#### Anticuerpos competitivos
Se trata de administrar anticuerpos con alta afinidad por el antígeno, pero sin capacidad de activación del sistema inmune, de forma que bloqueen la interacción del antígeno con los anticuerpos propios patogénicos. Uno de estos anticuerpos es Aquaporumab, que se encuentra en desarrollo preclínico.

## Epidemiología
NMO es más común en mujeres que hombres y más común en orientales que en caucasoides. Actualmente, la variedad de EM llamada óptico-espinal, que constituye un 30 % de los casos de EM en Japón, se considera una variedad de NMO.
La prevalencia estimada es de 0,3-4,4 por 100 000 habitantes. La edad media de inicio es de 39 años, puede presentarse en población pediátrica y en ancianos, y es 9 veces más frecuente en mujeres que en hombres. El inicio de la neuromielitis óptica varía desde la infancia hasta la edad adulta, pudiendo diferenciarse dos picos, uno en la infancia y el otro en los adultos de 40 a 50 años.
Durante el último trimestre del embarazo y en el posparto existe un riesgo aumentado de recaída. No se han comunicado casos de transmisión al feto. Alrededor de un 3 % de los pacientes con NMO tiene familiares con esta enfermedad. Aunque no se conoce la susceptibilidad genética, está claro que existe una prevalencia aumentada en la población asiática.
Finalmente, es conocida la asociación con enfermedades autoinmunes órgano-específicas como la miastenia gravis y la tiroiditis autoinmune, y no órgano-específicas como el lupus eritematoso sistémico (LES) y síndrome de Sjögren (SS).
En las poblaciones indígenas del trópico y las subtropicales la EM es rara, pero cuando aparece lo hace en la forma óptico-espinal.